# IS-BE
IS-BE(Immortal Spritual Beings)는 마틸다 맥클로이(Matilda Macelroy)의 인터뷰 기록 외계인 인터뷰에서 나온 개념이다. 이 인터뷰 기록은 1947년에 국가 기밀로 지정되었으며, 그렇기 때문에 마틸다의 인터뷰 기록이 출판되기 전까지는 이 내용을 아는 사람이 많지 않았다. 한국에서는 '1947년 로즈웰 추락 외계인 인터뷰'로 검색하면 누군가 번역한 이 책의 번역본을 볼 수 있다.

## 마틸다 맥클로이
마틸다 맥클로이(Matilda Macelroy)는 미국의 공군 간호 장교이다. 또한 그녀는 인터뷰에 나오는 도메인 원정군의 일원이다.(나중에 자신이 지구에서 실종된 3만 명의 도메인 요원 중 한 사람이라는 사실을 기억해 낸다.) 그녀는 이 소설에 대해 1947년 로즈웰 사건 당시 외계인과 인터뷰한 극비 내용을 바탕으로 한 실화라고 밝혔으며, 신변의 안전을 위해 소설로 가장할 것을 권유하며, 소설가에게 편지로 전달했다. 그러나 인터뷰 기록 그대로 출간했다. 그녀는 2008년 사망하였다.

## 줄거리
지구에서 발생한 핵폭발을 조사하러 이동하던 외계인들이 불행히도 번개 때문에 추락한다. 그 때 조종사 한 명과 마틸다가 만나고, 인터뷰가 이어지며, 인터뷰를 끝내고 외계인은 몸을 지구에 두고 돌아간다. 그 후에도 마틸다와 외계인은 주기적으로 텔레파시 대화를 하고 후에 마틸다는 기억을 되찾는다. 사망하기 몇 주 전 마틸다가 이 기록을 공개한다. 
마틸다의 인터뷰는 외계인이 영어를 배운 후부터는 영어를 사용해 이루어지기는 했지만 텔레파시로 이루어졌고, 그건 외계인의 몸이 코와 귀와 입이 없는 지구에서 일반적으로 볼 수 있는 생명체와는 다른 종류의 몸을 가지고 있었기 때문이다(그 몸은 생명체는 아니지만 기계도 아니다.). 그녀는 텔레파시로 대화하는 느낌을 마치 강아지나 아기가 무엇인가를 전달하려고 하는 듯한 느낌이지만 훨씬 직접적이고 강력했다고 표현했다. 나중에는 외계인의 생각을 자신의 생각처럼 이해할 수 있게 되었다고 한다. 외계인의 몸은 회색 피부를 가지고 있었고, 키는 1m정도 되는 듯 했다. 머리는 팔, 다리, 몸통에 비해 꽤 컸고 손과 발에는 물건을 잘 집을 수 있는 세 개의 손가락과 발가락이 있었다. 눈은 어둡고 불투명하며 꽤 컸다고 한다. 외계인의 몸은 음식이나 산소나 물, 그 외에도 외부 에너지 공급이 필요하지 않았고 외계인 자신의 에너지를 몸에 공급하였다고 한다. 의학적으로 봤을 때 그 몸이 살아있다고 말할 수도 없었으며, '인형 몸'이라고 표현하기도 했다. 외계인의 우주선은 마음, 생각 명령어로 작동했다고 마틸다는 표현했다. 
마틸다는 나중에(수십년 후에) 그녀의 기억을 어느 정도 기억해 냈다. 그녀는 8000년 전 지구에서 실종된 도메인 원정군의 일원이었으며, 과거에도 많은 시간을 간호사로서 보냈다고 한다. 외계인은 지금 도메인군은 구출 작전을 위해 어떤 인력이나 자원도 승인할 수 없다고 말했다고 한다.(그것이 이 은하에서의 도메인 원정군의 주요 미션이 아닌 상황에서) 그러므로 지구의 IS-BE들이 탈출하기를 원한다면 그 문제는 그들 자신들이 해결해야 할 것이라고 말했다. 가장 획기적인 돌파구는 2500년 전 고타마 싯다르타가 만들었다. 하지만 원래의 가르침과 기술은 시간이 지나며 바뀌거나 없어졌다. 사실 이 이야기가 국가 기밀로 지정된 것도 마인드 컨트롤의 영향이다. 마틸다는 소통의 중요성을 말했다. 제국의 기억 상실, 최면 장치에 대항하기 위해선 일단 이 일들에 관해 사람들이 서로 개방적으로 이야기하고 의논할 필요가 있다. 소통이 비밀과 억압에 대항하는 유일하게 효과적인 무기다. 

## 인터뷰 내용 중 일부 개념

### IS-BE
전지전능하고 영원불멸한 영혼을 말한다. 모든 인간은 IS-BE이다. IS-BE의 기원은 아직 밝혀지지 않았다. 그들은 영원에 가까운 시간동안 존재하고 있었다. IS-BE는 물리적 우주에 소속된 존재가 아니며, 대신 시간이나 공간을 창조할 수 있다. 물리적 우주는 '환상'이며 그 외에도 수없이 많은 '환상'이 존재한다. 시간, 입자 등의 개념은 다른 우주에 있을 수도 있고 없을 수도 있다. IS-BE는 또한 다른 IS-BE가 만든 환상을 인식할 수 있다. 환상은 한 번 만들어지면 끝없이 계속 창조가 지속되어야 한다. 그러지 않으면 모든 환상도 사라진다. 태초에는 각기 다른 IS-BE들의 상상과 환상이 서로 맞물리고 충돌하면서 물리적인 우주가 탄생했다. 이 물리적인 우주 속의 크고 작은 모든 요소들은 전부 다 IS-BE의 생각, 상상 속에서 산출된 결과물이다. 결국 이 우주의 모든 것은 아이디어에서 비롯된 것이다 – 무게도, 크기도, 공간도 없는 생각의 에너지에서 비롯된 것이다. 우주에 존재하는 먼지 하나, 아원자 입자 하나(subatomic particle)에서부터, 태양이나 은하계와 같은 거대한 물질까지도 전부 무형의 자아 (ego, 自我)에서 창조된 것들이다. 
IS-BE는 공간 안에 물질을 생성시킬 수 있고, 이 물질을 움직이게 만들 수 있으며, 이 물질에 생명을 불어 넣을 수 있다. IS-BE에 의해 삶이 주어진 물질을 우리는 생명체라고 부른다. IS-BE는 시간과 공간 속에 존재하기로 결정, 선택할 수도 있다. 또 IS-BE는 그들 스스로가 물질이 될 수도 있으며, 선택하기에 따라 상상하는 그 어떤 형태의 무엇이든지 될 수 있다.
IS-BE는 본질적으로 선하다. 그렇기 때문에 자신이 당하길 원하지 않는 일을 남에게 하지 않고 자신도 당하고 싶어하지 않는다. IS-BE는 본래 선악에 대한 기준이 없으며, 아름다움에 대한 기준도 없다.
그는 이렇게 말했다.
그리고 지구 과학은 이런 영적 요소, 자아 등에 대한 연구를 금기시 했다. 지구 과학은 물질을 숭배한다. 결국 지구 과학은 물질의 종교이다.
"어떤 지구인도 본인 스스로가 '신(神)'이라는 사실을 인정하지도, 그에 대한 책임을 지려고도 하지 않는다. 그리고 바로 이 점이 지구인 모두를 스스로의 감옥에 가둬 놓고 있는 주 원인인 것이다."

### 지구 감옥
지구는 '제국'의 감옥 행성이다. 수없이 많은 범죄자들이 지구로 보내진다. 또한 문화예술인, 과학자, 각 분야 천재들도 지구로 보내진다. '제국'은 핵전쟁으로 멸망한 여러 국가들이 모여서 생긴 국가이며 원자력을 주 에너지원으로 사용한다. 지구 감옥은 독재 정권이 집권했을 때 만들어졌다. 기계적 복종을 중시하는 사회, 모든 것이 이미 만들어진 사회에서 천재들은 필요하지 않은 것이다. 세금제는 제국에서 국민들을 압박하고, 벌주기 위해 강력히 추진한 제도로, 조금만 잘못 신고해도 지구로 보내진다. 1947년쯤 지구에서 모던하다나 미래적이다 등의 말로 칭찬받는 디자인은 옛날 제국에서 유행하던 스타일을 반영하고 있다. (그런 건물은 Zaha-Hadid architect나 MAD의 건물이라기 보다는 지금 흔하게 볼 수 있는 오래된 아파트같은 이미지다. 장식이 거의 없고 간단한 건물.) 그 때의 건축양식이 제국의 건축양식과 유사한 이유는 도메인군이 화성 사이도니아(화성의 지역 이름)의 마인드 컨트롤 센터를 파괴한 이후에 지구인들이 기억을 떠올리기 시작했기 때문이다. 지구의 과학기술이 급격하게 발달한 것도 그 때문이다. 하지만 전체 마인드 컨트롤 시스템 중에 매우 일부분만 파괴된 것이다. 또한 실질적인 감옥 운영팀이 없어진 후부터(도메인이 제국과의 전쟁에서 승리한다.)는 다른 행성제도의 IS-BE들도 지구로 보내지고 있다. 결국 지구는 이 근방 은하 구역의 공식적인 쓰레기장이 되고 말았다. 이것이 지구에 수많은 인종, 문화 등이 존재하는 이유이다. 이 수많은 다양성은 또한 많은 충돌과 갈등을 일으키고 있기도 하다. 지구에는 어디 출신인지 알 수 없는 IS-BE들도 많다. 또한 이렇게 많은 예술가가 존재하는 행성도 극히 드물다. (매우 많은 예술가들이 감옥으로 보내졌기 때문이다.) 
초기에 지구에는 제국을 피해 도망쳐온 IS-BE들이 만든 문명이 있었고, 아틀란티스와 레뮤리아 문명이다. 두 문명은 전기를 사용할 수 있는 문명이었다. 이 문명들이 어떻게 멸망했는지는 정확히 밝혀지지 않았지만, 제국의 비밀 경찰에 의해 멸망했거나, 지구의 주기적인 극 이동으로 멸망했다고 생각해 볼 수도 있다. 그나마 지구인이라고 말할 수 있는 IS-BE들은 아마 이 정도일 것이다. 이 외에 대부분은 모두 기억을 잃고, 고향에서 떨어져, 낯선 행성에 갇혀있는 것이다. 그 어떤 IS-BE의 고향도 지구가 아니다.
지구로 보내질 때 IS-BE에게 매우 강력한 전기 충격을 통해 기억을 삭제한다. 이 이후에는 가짜 기억, 최면, 세뇌 등을 받게 된다. 이렇게 기억과 능력이 삭제되고 지구로 보내지게 되는 것이다. 또한 IS-BE가 은하의 이 근방 구역을 벗어나려고 하면 '전자적 기억상실 망'이 그들을 잡아서 전기 충격을 실행하고, 다시 지구로 돌려보낸다. 이런 일만 없다면, 환생할 때마다 기억이 삭제될 일은 없다. 일반적으로 개인의 물건과 재산은 생체 육신이 죽으면 보관 처리되다, 다시 새 몸으로 환생하면 가져간다. 또한 감옥운영팀에서는 생각 조종(Mind control)기술로 지구인들을 통제한다. 이들은 이 기술로 자신들이 원하는 인물을 각 나라 지도자로 임명하거나, 지구인들을 조종한다. 제국의 요원들은 영혼의 상태에서(보이지 않게) 국제 은행 은행가들을 조종하고 있고, 국제 은행들은 전쟁에 필요한 자원을 제공하는 방법으로 국가간의 전쟁을 장려하고 있다. 다른 예로 일본의 진주만 폭격이 있다. 진주만 폭격 3일 전, 미군은 보안 점검을 위해 모든 전함을 진주만 기지로 집결시켰다. 전함의 탄약이나 무기들은 비활성화 상태였으며, 폭격일 저녁에 군 사령관과 장군들은 저녁 파티에 참석해 있었다. 그 땐 이미 일본의 정찰기 두 대가 진주만 근처에서 발견된 상황이었다. 또한 진주만 폭격 6시간 전, 미군 군함이 진주만 근방을 정찰하고 있던 일본 잠수함을 파괴한다. 이 일을 전화로 보고할 수 있었지만, 암호를 사용한 메시지로 통보해, 메시지가 도착했을 때는 폭격 2시간 후였다. 이들은 앞으로도 지구인들의 야만적인 행동을 지원하고 장려할 것이다. 전쟁은 지구인들을 부드럽게, 감옥운영팀에게 복종하기 쉽게 만들기 위해 사용된다. 하지만 눈에 보이지 않는 제국의 요원들이 자신을 통제하고 있다고 말한다 해도 믿기가 쉽지는 않을 거다.

### 생명체 제조 산업
인간은 지구에서 진화하지 않았다. 진화라는 것은 우연히 발생하는 사고가 아니다. 진화는 최첨단의 과학기술과 IS-BE의 치밀한 운영, 관리하에서만 진행될 수 있고, 현실화될 수 있는 개념이다. 이러한 진화에 대한 오해가 지구에서 대중적인 이유는 아주 간단하다. 화합물이 혼합되어 있는 물 웅덩이에서 난데없이 생명들이 나타나고, 이들이 궁극적으로 인간같은 생명체로 진화한다는 생각은, 제국의 세뇌 프로그램에 의해 강제 주입된 거짓말의 영향이다. 이런 거짓말들을 통해 지구인들의 기억을 모조리 소멸시키고 그들이 영원히 기억해내지 못하게 만드는 것이다. 사실 인간과 같은 휴머노이드 형태의 생체육신은 먼 과거부터 존재하고 있었다.
생명체를 만들 때 처음엔 목적 행성을 분석하고 연구한다. 자료를 수집하고 컴퓨터를 사용해서 분석한다. 이런 일차적인 자료 수집이 끝나면 디자인을 한다.이렇게 최종 디자인과 세부 사항들이 결정되면 이들은 공장으로 보내져, 유전자적, 화학적, 기술적 요소들이 적합하게 조율되어 조립된 완성품이 나온다. 일단 프로토타입 생명체 제품들이 나오면 가상 현실 공간에서 테스트 과정을 밟게 된다. 이런 테스트 과정에서 여러 가지 조율과 조정 단계를 거치게 되고 마침내 생체학적 완성도가 충분하다고 판단했을 때, 최종적으로 영적 에너지를 투입해 완성된 생명체군을 탄생시키는 것이다.
이렇게 완성된 생명체를 고객들이 원하는 행성에 투입하고 그들이 정해진 환경과 다른 생명체들과 잘 적응하고 동화하는지 모니터링 한다. 보통 다른 생명체군들과의 마찰이나 부조화가 발생할 경우, 우리는 다른 생명체군을 제조한 다른 연구 기관들과 협력하고 협상하여, 추가적인 조율과 조정 단계를 거쳐 다시 정해진 행성 조건에 최적화된 생명체로 완성시킨다. 지구에서는 이런 과정들을 “우생학(Eugenic)”이라고 말한다. 어떤 경우는 생명체군보다 행성의 조건들을 조율하는 경우도 있지만, 행성의 환경을 조율하는 것보다, 생명체군을 변형시키는 것이 월등히 쉬우므로, 주로 생명체군들만 조율하는 경우가 많다.
지금 지구에서 볼 수 있는 생명체들은 모두, 과거 지구와 근방 행성들의 생명체들이 전쟁으로 멸종했을 때 만들어져 보내졌다. 외계인은 지구에는 딱정벌레만 하더라도 35만 종이 존재하고 있고, 지구에는 최소한 수십억 종의 생명군이 존재하고 있다고 말하며 진화론의 가장 큰 문제점은 이렇게 다양한 생명체군이 존재하는 이유를 명확히 설명할 수 없다는 점이라고 말했다.
생명체가 다른 생명체를 먹어서 에너지를 얻는다는 개념은, 곤충과 식물을 전문적으로 제조하는 생명공학기업이 최초로 건의하였다. 이 기업은 세균 등의 생명체도 만들었다. 모든 생명체의 부식을 돕는다는 이유로 이런 생명체의 존재를 합리화했지만, 그 당시 시장의 반응은 그다지 좋지 않았다고 한다. 이 기업에서 육식을 건의하기 전까지 모든 생명체는 에너지를 태양에서 얻거나, 식물, 기타 미네랄에서 얻었다. 육식 동물이 만들어진 후, 먹혀서 없어진 동물들을 다시 보급하는 일이 시급해졌다. 이 때 같은 기업에서 뇌물을 주며, 생식 기능을 적용한 자가 복제 시스템을 사용하자고 제안했다. 이 제안은 후에 의무 사항이 되었으나, 모든 기업에서 이 기술을 사용하기에는 경제적 비용이 너무 컸다. 외계인은 결과적으로 먹이와 섹스라는 개념이 그 개념을 제안한 기업을 포함하여 생명공학산업 전체를 몰락하게 하는 주 이유가 되었다고 말했다. 지금은 어떤 종이 멸종했을 때 다시 보급하기 위한 생명공학기술 자체도 찾기 힘들다.

### 뱀의 형제들(Brothers of Serpent)
제국의 비밀 단체다. 고대 이집트에서 아문의 사제로 숭배받았다. 아문의 사제는 고대 이집트인들에게 여러 의인화된 미신들과 거짓된 종교 개념을 가르쳤다. 뱀은 또한 제국의 상징이기도 하다. 하지만 그렇다고 그들의 몸이 뱀인 것은 아니다. 또한 제국의 인간형 생체는 지구의 인간형 생체와 매우 유사한 모습이다.(파란색 피부를 가진 인간형 외계인의 목격담이 꽤 있었다.)

## 같이 보기
이 사실을 알더라도 개인으로서 할 수 있는 행동이 없었을 것이다. 아래 링크에 영적인 면에서 도움이 될 정보들이 있다. 묘법연화경 기도는 마음이 불성에 가까워지는 기도다. 이것은 일반인에게 추천한다. 수행자의 호흡법은 부처가 되고자 하는 사람들에게 필요하다.
묘법연화경 기도
수행자의 호흡법